# Шлипово (село)
Шлипово (рос. Шлиппово) — село в Сухиницькому районі Калузької області Російської Федерації.
Населення становить 535 осіб. Входить до складу муніципального утворення Село Шлипово.

## Історія
Від 2004 року входить до складу муніципального утворення Село Шлипово

## Населення
| 2002 | 2010 |
| ---- | ---- |
| 525  | ↗535 |